# 믹 마스
로버트 앨런 딜 (Robert Alan Deal, 1956년 4월 3일 ~ ), 믹 마스 (Mick Mars) 라는 이름으로 더 잘 알려진 미국의 음악가이다. 그는 머틀리 크루의 리드 기타리스트로 가장 잘 알려져 있다.

## 어린 시절
로버트 앨런 딜은 1951년 5월 4일 인디애나주 테레호트에서 태어났다. 얼마 지나지 않아 그와 그의 가족은 인디애나주 헌팅턴으로 이사했다. 9세가 되자 딜과 그의 가족은 다시 캘리포니아주 가든그로브로 이사했다. 딜은 3살 때부터 음악가가 되는 꿈을 꾸었기 때문에 부모님과 함께 인디애나주의 카운티 박람회에서 콘서트를 보러 갔다.
딜은 12세에 처음으로 기타를 받았고, 성공적인 음악가가 되는 것만을 생각하며 쉬지 않고 연습하기 시작했다. 14세 때 딜은 커버 밴드에서 베이시스트로 연주했고, 이후 기타로 연주를 전향했다. 딜은 고등학교를 중퇴하고 아마추어 블루스 밴드에서 연주를 시작했지만, 모두 실패했다.
20세에 딜은 아마추어 클럽 서킷 밴드에서 아르바이트를 하면서 중장비를 조작하는 산업용 세탁소에서 일자리를 얻었다. 직장에서 발생한 일련의 손 부상으로 딜 의 직장 생활이 끝났고 그는 음악 산업에 전념할 수 있게 되었다.
1973년에 딜은 화이트 호스라는 밴드에 합류했다. 디스코 장르에 익숙하지 않은 마스는 화이트 호스를 떠났다.

## 모틀리 크루
1979년 후반, 딜은 믹 마스라는 이름을 자신의 프로 예명으로 사용하기 시작했고, 머리를 새까맣게 염색했으며 새로운 경력을 시작하고자 했다. 1980년에 마스는 신문에 광고를 내어 함께 연주할 음악가를 찾았다. 니키 식스와 토미 리는 광고에 응답하여 마스 와 함께 잼 세션을 열었다. 그들의 밴드 이름은 '모틀리 크루'였지만, 원래는 '화이트 호스'로 지었다.